# Werner Hülle (Prähistoriker)
Werner Matthias Hülle (geboren 7. November 1903 in Reutlingen; gestorben 3. August 1974 in Stuttgart) war ein deutscher Vor- und Frühgeschichtsforscher.

## Leben
Werner Hülle besuchte in Reutlingen die Oberrealschule und studierte nach seinem Abitur im Jahr 1922 an der Eberhard Karls Universität Tübingen und der Ludwig-Maximilians-Universität München. Anschließend ging er 1924 an die Ruprecht-Karls-Universität Heidelberg, wo er im Juli 1926 bei Ernst Wahle promoviert wurde. Seine Dissertation beschäftigte sich (so der Titel) mit „der vorrömischen Besiedelung Bayerns r[echts] d[es] Rh[eins] in ihrer Abhängigkeit von den natürlichen und kulturellen Verhältnissen der Vorzeit“ und erschien 1932 im Druck. Zum Mai 1926 trat er eine Stelle als Hilfsassistent bei Robert Rudolf Schmidt an der Universität Tübingen an, die nach seiner Promotion in den Posten eines außerordentlichen Assistenten umgewandelt wurde. Dort war er neben Verwaltungs- und Lehraufgaben auch in der Museums- und Grabungsarbeit aktiv. 1928 heiratete er Else Peters, mit der er mindestens zwei Kinder hatte.
Zwischen 1928 und 1935 arbeitete er bei Hans Hahne an der Landesanstalt für Vorgeschichte in Halle an der Saale, wo er neben verschiedenen weiteren prähistorischen und naturwissenschaftlichen Untersuchungen vor allem die Ilsenhöhle bei Ranis in Thüringen als Grabungsleiter von 1932 bis 1937 erforschte. 1935 ging er als Hochschulassistent an die Universität Berlin, wo er 1938 aufgrund seiner Arbeit „Westausbreitung und Wehranlagen der Slawen in Mitteldeutschland“ habilitiert wurde. Hülle gehörte schon seit 1932 der Fachgruppe für deutsche Vorgeschichte im Kampfbund für deutsche Kultur an und galt als einer der treuesten Vasallen Hans Reinerths. Zum 1. Mai 1933 trat er der NSDAP bei (Mitgliedsnummer 1.881.053), seit dem 2. Mai 1933 war er auch Mitglied der SA. 1936 wurde Hülle Beiratsmitglied und Schriftführer des Reichsbundes für Deutsche Vorgeschichte unter Reinerth, der ihn als Berichterstatter zu zahlreichen Tagungen schickte. Hülle entwickelte hieraus eine breit angelegte Publikations- und Vortragstätigkeit. Schon kurz vor seiner Habilitation war er zum Januar 1938 als Angestellter der Reichsleitung der NSDAP ins Amt Rosenberg gewechselt, wo er im Reichsamt für Vorgeschichte, das ebenfalls von Reinerth geführt wurde, die Funktion eines wissenschaftlichen Referenten und ab 1939 die eines Hauptstellenleiters (Haupteinsatzführer) erhielt.
Hülle war auch in der „Antichristlichen Bewegung“ aktiv und wirkte an ihrer im Juli 1933 beschlossenen Vereinigung zur Deutschen Glaubensbewegung als einer der Sprecher des Bundes der Köngener mit.
Nach der deutschen Eroberung Frankreichs erhielt Hülle den Auftrag, in der Bretagne die Steine von Carnac aufzunehmen. 1942 verfasste er eine Monographie zu diesem Thema, der 1945 noch eine populärwissenschaftliche Arbeit mit dem Titel „Steinmale der Bretagne“ folgte. Hülle, der einen Lehrauftrag als Dozent an der Deutschen Hochschule für Politik hatte, war 1941 im Gespräch für die Besetzung der Vorgeschichtsprofessur an der Reichsuniversität Straßburg, auf die dann Joachim Werner berufen wurde. Nach dem Überfall auf die Sowjetunion wurde Hülle im Einsatzstab Reichsleiter Rosenberg (ERR) bei der „Sicherstellung von Kulturgütern“ im Reichskommissariat Ukraine eingesetzt, wo er gemeinsam mit Walter Modrijan „Raubgrabungen“ in der Region Dnepropetrowsk leitete. Hülle richtete auf Anweisung Reinerths im Oktober 1943 in Krakau eine Außenstelle des ERR ein, die „neun Waggons beladen mit vor- und frühgeschichtlichem Museums- und Bibliotheksgut sowie Ausgrabungsobjekten aus Kiew, Dnepropetrowsk und Poltawa“ aufnehmen sollte. 1944 bis 1945 war Hülle offiziell als Referent an dem von Reinerth geleiteten „Institut Vor- und Frühgeschichte des Ostens“ angestellt, tatsächlich war er aber in Höchstadt mit der Entladung, Sicherung und Archivierung der 550.000 erbeuteten Objekte unter anderem aus den Museen Kertsch und Simferopol beschäftigt. Ein Teil des Raubguts befand sich noch 1995 in Reinerths Hinterlassenschaft im Pfahlbaumuseum Unteruhldingen. Hülle wurde am 1. Mai 1942 von Hitler das Kriegsverdienstkreuz II. Klasse durch den Stabsleiter Gerhard Utikal verliehen.
Hülle übernahm die verbreitete Theorie des germanisch-slawischen Kulturgefälles, schrieb allerdings auch, dass die Slawen, da sie in ihrer Urheimat bereits von der gotischen Kultur beeinflusst worden seien, als kulturell aufgestiegen zu gelten hätten. Damit wich er von der Linie Adolf Hitlers ab, der in Mein Kampf die Minderwertigkeit der nichtarischen Rassen betonte und die Bastardisierung der Germanen durch den Einfluss der Slawen befürchtete. Hülles Habilitationsschrift Westausbreitung und Wehranlagen der Slawen in Mitteldeutschland wurde 1940 zusammen mit einem Beitrag Werner Radigs über die sorbischen Burgen Westsachsens und Ostthüringens publiziert. Das Buch wurde aber 1941 beschlagnahmt, weil nach Ansicht von Johannes Papritz, Mitarbeiter der Publikationsstelle Dahlem (PuSte), größte politische Bedenken bestünden, die von Hülle-Radig beigelegte Karte zu veröffentlichen, da diese den Gegnern des Reiches Propagandamaterial an die Hand gebe, um die slawischen Ansprüche auf das Land bis zur Elbe und Saale zu beweisen. In der Folge wurde die Restauflage des Buches mit einer überdruckten Karte ausgeliefert, auf der nun in roter Farbe hervorgehoben die germanische Besiedlung an der Saale dokumentiert wurde.
Hülle hatte in seiner rassistisch und progermanisch ausgelegten Forschung etwas weniger stark aufgetragen als seine Kollegen Werner Radig und Ernst Petersen und auch Lücken in den archäologischen Quellen konzediert. Gleichwohl konnte auch er andere überzeugte Nationalsozialisten kritisieren, wenn sie wie Karl Hermann Jacob-Friesen die „rassischen Bedingtheiten“ unterschätzten oder nicht anerkannten.
Nach dem Kriegsende geriet Hülle kurzzeitig in amerikanische und französische Kriegsgefangenschaft, konnte aber noch 1945 wieder in seine Geburtsstadt Reutlingen zurückkehren. Bei seiner Entnazifizierung machte er unter anderem geltend, dass ihm das akademische Lehramt verwehrt worden sei und seine Habilitationsschrift wegen Abweichungen von der nationalsozialistischen Ideologie nicht direkt gedruckt werden durfte. Beruflich war er zunächst in der Heimtextilienhandlung seines Bruders tätig und wurde dann 1949 als hauptamtlicher Geschäftsführer des Schwäbischen Symphonie-Orchesters Reutlingen und Leiter des städtischen Konzertbüros eingestellt. 1953 wechselte er auf den Posten des Kustos im Reutlinger Heimatmuseum, und er wurde als Grabungsleiter der Hallstadtgräber in Ohmenhausen tätig. Außerdem war er Lehrer an der Wirtschaftsoberschule Reutlingen. 1954 wurde er in Reutlingen Vorsitzender des Vereins für Kunst und Altertum sowie des städtischen Geschichtsvereins, von 1959 an gab er die „Reutlinger Geschichtsblätter“ heraus.
Ab 1959 war er in verschiedenen baden-württembergischen Erwachsenenbildungsinstitutionen tätig, so ab 1968 als Leiter der „Pädagogischen Arbeitsstelle für Erwachsenenbildung“ in Stuttgart, an der er bereits zuvor tätig gewesen war. 1966 erhielt er an der Pädagogischen Hochschule Reutlingen einen Lehrauftrag für Pädagogik der Erwachsenenbildung, ab 1967 einen zweiten für Vor- und Frühgeschichte. In seinen letzten Lebensjahren arbeitete er an einer Monographie, die sich mit der Ilsenhöhle, in der er in den 1930er Jahren ausgegraben hatte, und den dort gemachten archäologischen Funden befasste und die nach seinem plötzlichen Tod 1974 schließlich posthum im Jahr 1977 herausgegeben wurde.

## Schriften (Auswahl)
- Westgermanen. Verl. für Ganzheitl. Forschung u. Kultur, Struckum/Nordfriesland 1987.
- Die Ilsenhöhle unter Burg Ranis, Thüringen. Eine paläolithische Jägerstation. Hrsg. von J. Hahn und H. Müller-Beck. Fischer, Stuttgart/New York 1977, ISBN 3-437-30254-X (postum).
- Reutlingen. Oertel und Spörer, Reutlingen 1972.
- Steinmale der Bretagne. Verl. Die Karawane, Ludwigsburg 1967.
- Die Kirchen und kirchlichen Bauten in der Geschichte der freien Reichsstadt Reutlingen. Libertas, Erolzheim (Württemberg) 1954.
- Urmenschen auf der Höhlenbärenjagd. Bildmaterial. te Neues, Kempen (Niederrhein) 1953.
- Die Steine von Carnac. J. A. Barth, Leipzig 1942.
- Indogermanen und Germanen im Ostraum. Eher, München 1942.
- Gustaf Kossinna: Die deutsche Vorgeschichte, eine hervorragend nationale Wissenschaft. Durchgesehen und durch Anmerkungen ergänzt von Werner Hülle. J. A. Barth, Leipzig 1941.
- Westgermanen. Bibliographisches Institut, Leipzig 1940.
- mit Hans Reinerth: Das deutsche Volk: sein Wesen – seine Stände. Bibliographisches Institut, Leipzig 1940.
- mit Ernst Petersen und Hans Reinerth: Vorgeschichte der deutschen Stämme. Germanische Tat und Kultur auf deutschem Boden. Bibliographisches Institut, Leipzig 1940.
- Westausbreitung und Wehranlagen der Slawen in Mitteldeutschland. Mit einem Beitrag von W. Radig. Barth, Leipzig 1940 (Habilitationsschrift von 1936) (Mannus-Bücherei; 68).
- Die älteste Erzgewinnung im nordisch-germanischen Lebenskreis. Band 1: Die Ausbeutung der mitteldeutschen Erzlagerstätten in der frühen Metallzeit. 1938.
- Grundzüge der vorrömischen Besiedelung Bayerns r. d. Rh. in ihrer Abhängigkeit von den natürlichen und kulturellen Verhältnissen der Vorzeit. Filser, Augsburg 1932 (zugleich: Dissertation, Universität Heidelberg 1926).